# Printerserver

Een printerserver is een server of router met één of meer aangekoppelde printers die door middel van een netwerk te bereiken zijn. Het gebruik van één centrale computer die als printerserver dient kan behoorlijke besparingen opleveren omdat er in plaats van meerdere maar één printer gekocht hoeft te worden (tenzij dat niet meer voldoende is door de hoeveelheid printopdrachten), en deze op een centrale plaats staan. Een voordeel ten opzichte van meerdere computers die printers delen is dat die computers ontzien worden en men er niets van merkt dat zijn/haar printer gebruikt wordt. Bovendien is degene die wil printen niet afhankelijk van of de computer die de printer deelt wel aanstaat. Veel moderne printers hebben een ingebouwde printerserver.

## Afbeeldingen

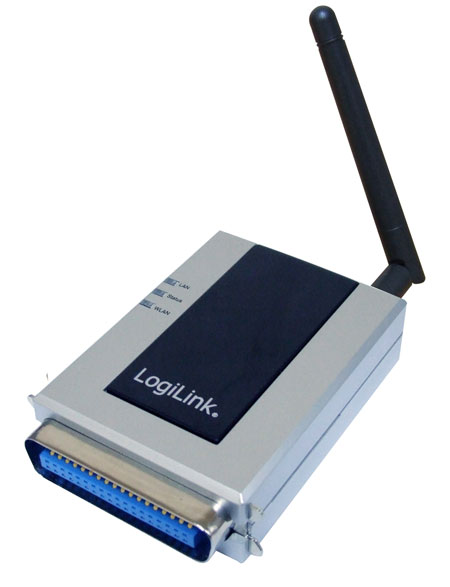
Een draadloze printserver
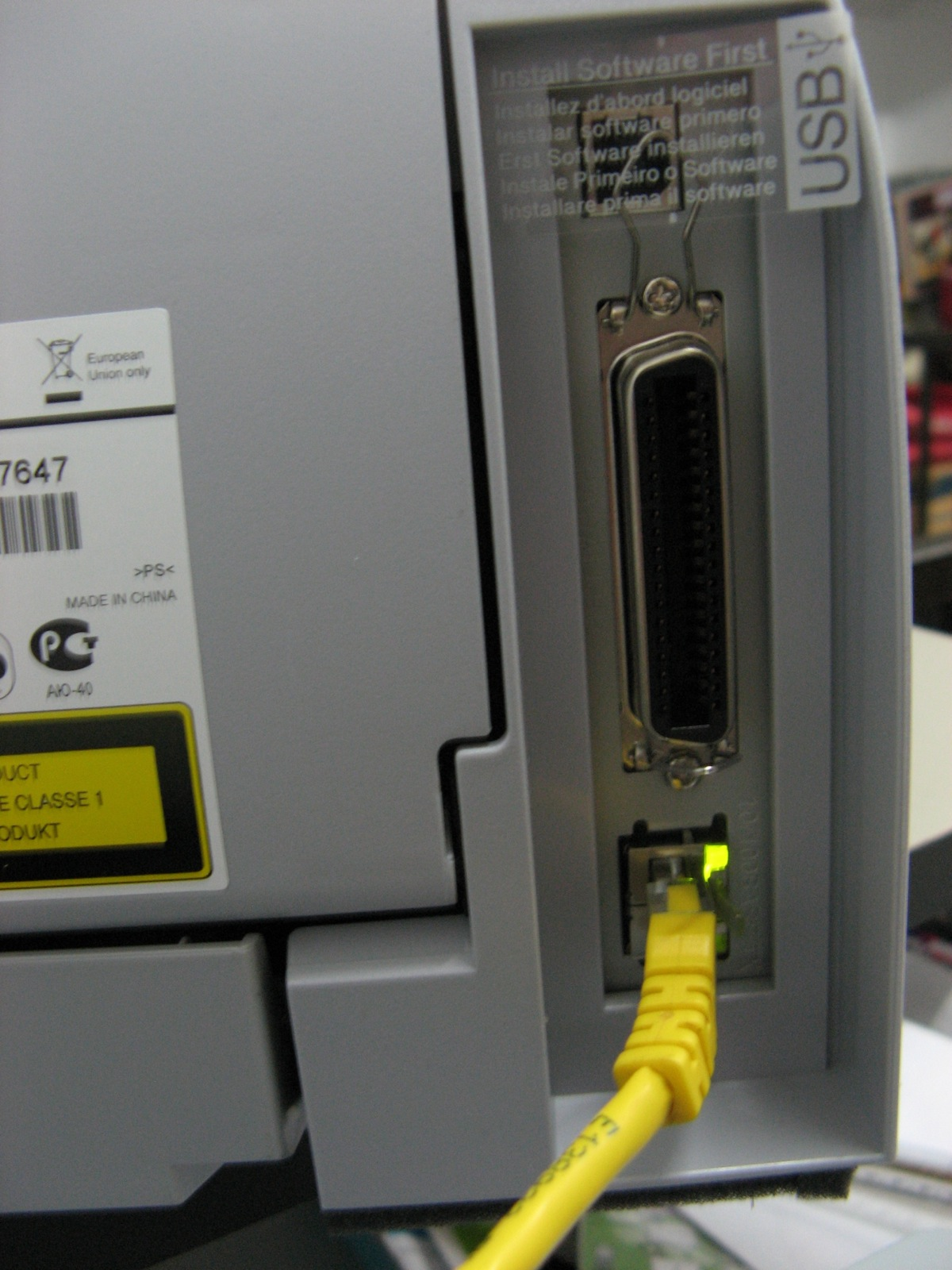
Brother HL-2070N netwerk laserprinter met ingebouwde printserver
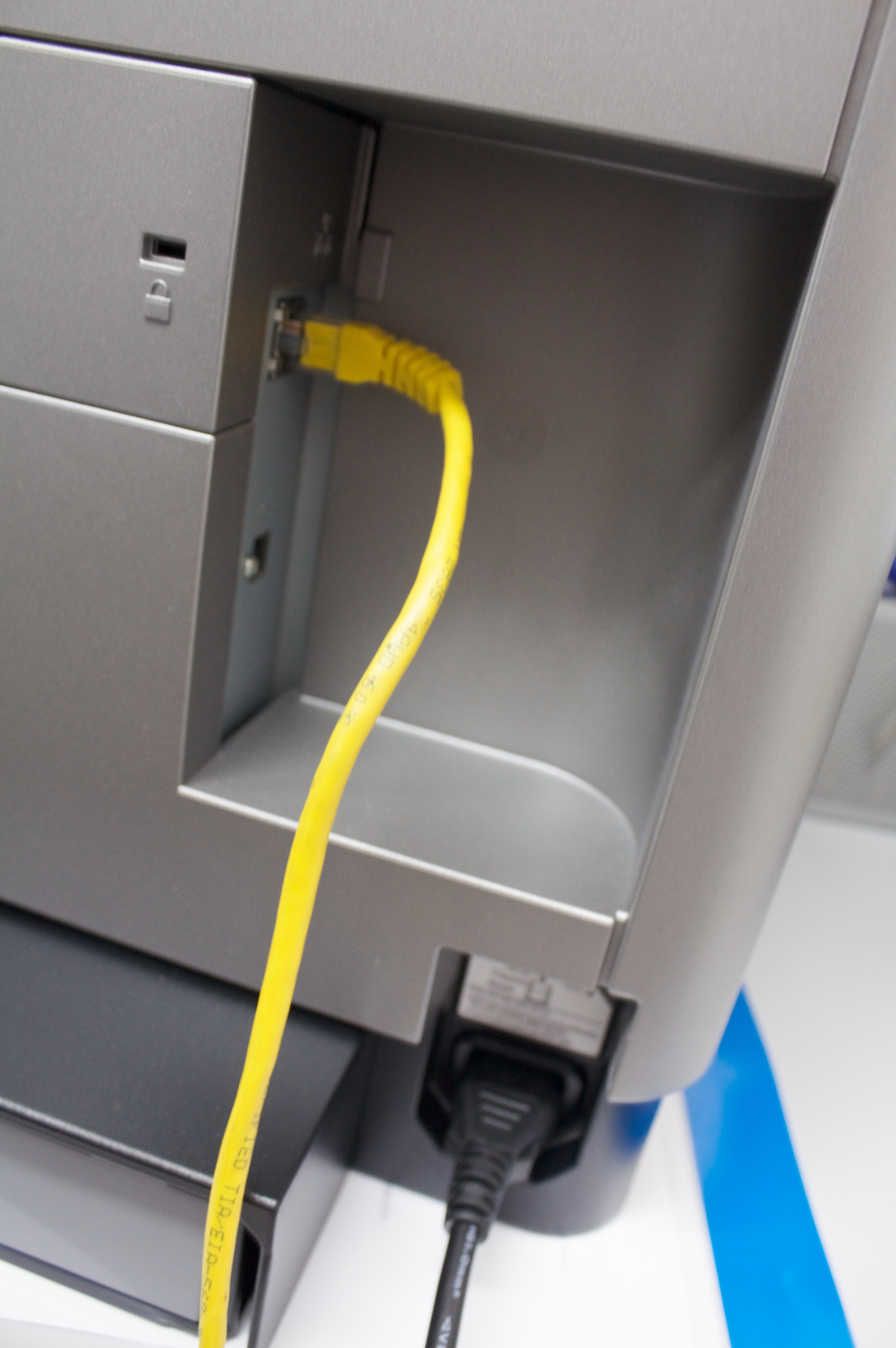
Dell 1320cn kleurenlaserprinter netwerkprinter met netwerkaansluiting
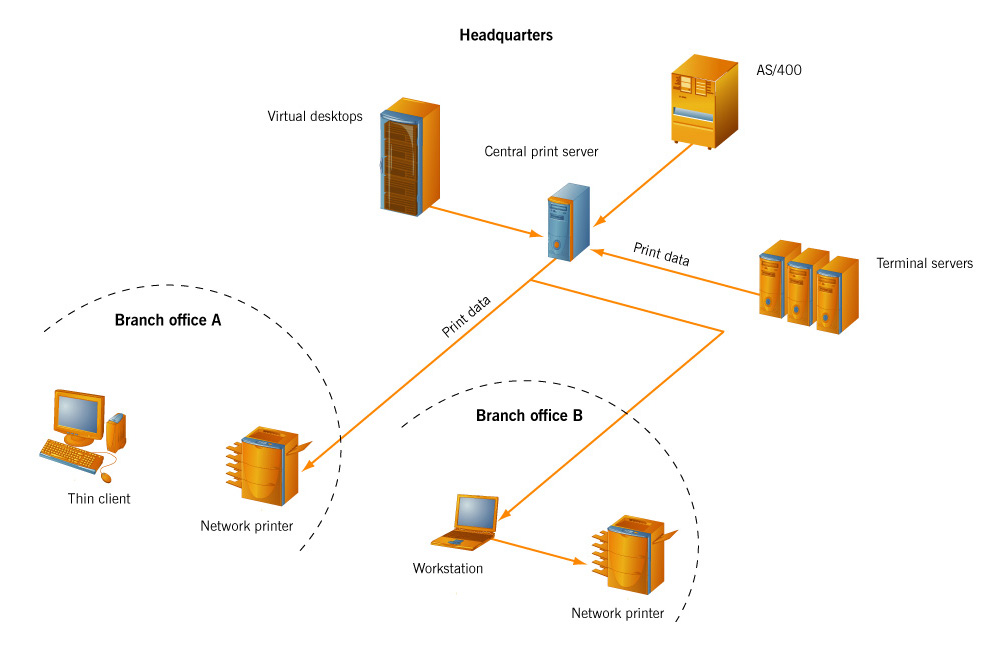
Een voorbeeld van afdrukken via het netwerk